# Milichia superba
Milichia superba är en tvåvingeart som beskrevs av Lamb 1914. Milichia superba ingår i släktet Milichia och familjen sprickflugor.
Artens utbredningsområde är Seychellerna. Inga underarter finns listade i Catalogue of Life.